# Orient (Dakota del Sud)
Orient és una població dels Estats Units a l'estat de Dakota del Sud. Segons el cens del 2000 tenia 57 habitants.

## Demografia
Segons el cens del 2000, Orient tenia 57 habitants, 25 habitatges, i 14 famílies. La densitat de població era de 71 habitants per km².
Dels 25 habitatges en un 24% hi vivien nens de menys de 18 anys, en un 56% hi vivien parelles casades, en un 0% dones solteres, i en un 44% no eren unitats familiars. En el 44% dels habitatges hi vivien persones soles el 20% de les quals corresponia a persones de 65 anys o més que vivien soles. El nombre mitjà de persones vivint en cada habitatge era de 2,28 i el nombre mitjà de persones que vivien en cada família era de 3,29.
Per edats la població es repartia de la següent manera: un 28,1% tenia menys de 18 anys, un 5,3% entre 18 i 24, un 28,1% entre 25 i 44, un 19,3% de 45 a 60 i un 19,3% 65 anys o més.
L'edat mediana era de 42 anys. Per cada 100 dones de 18 o més anys hi havia 115,8 homes.
La renda mediana per habitatge era de 18.750 $ i la renda mediana per família de 37.750 $. Els homes tenien una renda mediana de 0 $ mentre que les dones 6.250 $. La renda per capita de la població era de 12.849 $. Entorn del 30,8% de les famílies i el 54,5% de la població estaven per davall del llindar de pobresa.

## Poblacions més properes
El següent diagrama mostra les poblacions més properes.